# Ruske
Ruske är en by vid Betarsjöns nordöstra ände i Junsele socken i Sollefteå kommun i Ångermanland. Byn som numera är obebodd ligger mycket vackert belägen i söderläge mot sjön.